# Stary cmentarz żydowski w Puławach
Stary cmentarz żydowski w Puławach – kirkut powstał w XVIII wieku. Mieścił się przy ulicy Kilińskiego. W czasie II wojny światowej został zdewastowany przez nazistów. Nie zachowała się na nim żadna macewa. Obecnie teren cmentarza jest zabudowany.